# Volachlamys
Volachlamys is een geslacht van tweekleppigen uit de  familie van de Pectinidae (mantelschelpen). 

## Soorten
- Volachlamys fultoni (Sowerby III, 1904)
- Volachlamys hirasei (Bavay, 1904)
- Volachlamys singaporina (Sowerby II, 1842)
- Volachlamys tranquebaria (Gmelin, 1791)